# Chińskie Tajpej na Zimowych Igrzyskach Olimpijskich 2002
Chińskie Tajpej na Zimowych Igrzyskach Olimpijskich 2002 reprezentowało sześcioro zawodników.

## Bobsleje
- Chen Chin-san, Chen Chien-li, Lin Ruei-ming, Chen Chien-sheng (29. miejsce)

## Saneczkarstwo
- Lin Chui-bin (47. miejsce)
- Li Chia-hsun (48. miejsce)